# Zware Jongens (televisieprogramma)
Zware Jongens is een televisieprogramma van 2BE, dat in het najaar van 2010 voor het eerst te zien was. Het programma is een verzamelnaam voor enkele buitenlandse realityseries. De nadruk in die series ligt op actie, gevaar en spanning.
De volgende programma's werden onder de noemer Zware Jongens uitgezonden:
- Deadliest Catch
- Ice Road Truckers
- North Sea
- The First 48 hours
- Police Interceptors
- Road Wars
- Traffic Cops
- Storage Wars
- MythBusters